# Kronomyia melanura
Kronomyia melanura är en tvåvingeart som beskrevs av Boris Mamaev 1966. Kronomyia melanura ingår i släktet Kronomyia och familjen gallmyggor. Inga underarter finns listade i Catalogue of Life.